# Кузмины
Кузмины́ (Кузьмины) — русские дворянские роды.
Один из них восходит к XVI веку. Опричниками Ивана Грозного (1573) числились: Василий, Григорий, Иван, Ларион, Никита, Анисим, Паня, Сорока, Фёдор и Олег Кузмины. Несколько Кузминых были воеводами в XVII веке. Этот род внесён в VI часть родословной книги Ярославской губернии Российской империи.
Другие роды этой фамилии более позднего происхождения:
- Александр Кузьмин — генерал-майор, 29 марта 1863 года жалован дипломом на потомственное дворянское достоинство[2].